# محاصره طبرق
محاصره طبرق که ۲۴۱ روز به طول انجامید در سال ۱۹۴۱ طی عملیات آفتابگردان در نبرد صحرای غربی و در اثر پیشروی نیروهای محور در لیبی به سمت برقه به وجود آمد. در اواخر سال ۱۹۴۰ نیروهای متفقین طی عملیات قطب‌نما توانستند سپاه ۱۰ ایتالیا را از میان برده و باقی مانده ایشان را در بدا فوم محاصره کنند. در اوایل سال ۱۹۴۱ هنگامی که نیروهای جدید آلمان و ایتالیا به لیبی می‌رسیدند عمده نیروی صحرای غربی برای نبرد یونان و سوریه اعزام گشته بودند و تنها سایه‌ای از نیروهای متفقین که از لحاظ ادوات نیز در مضیقه بودند باقی مانده بود.
با آغاز عملیات آفتابگردان نیروهای محور به سرعت متفقین را از لیبی بیرون رانده و تنها پادگان طبرق که عمدتاً متشکل از نیروهای لشکر ۹ استرالیا بود به فرماندهی لزلی مورس‌هد سقوط نکرد. طبرق نزدیک‌ترین بندر به مرز لیبی و مصر بود، بدون آن نیروهای محور مجبور بودند از بندر بنغازی که ۹۰۰ کیلومتر از مرز فاصله داشت استفاده کنند. محاصره بندر در ۱۰ آوریل توسط سپاه آفریقا به فرماندهی ژنرال اروین رومل آغاز گشت و طی ۸ ماه آینده نیروهای بریتانیایی سه عملیات به نام‌های عملیات مختصر (۱۵ و ۱۶ مه)، عملیات تبرزین (۱۵ تا ۱۷ ژوئن) و عملیات کروسیدر (۱۸ نوامبر تا ۳۰ دسامبر) را برای آزادی بندر انجام دادند.
مقاومت در طبرق باعث گشت توان قابل توجهی از نیروهای محور به جای فرستاده شدن به جبهه مصر معطوف به محاصره این شهر گردد و حملات زیادی برای تصرف آن انجام شد که تمامی آن‌ها توسط مدافعان شهر پس زده شدند. آسمان طبرق محل یکی از سنگین‌ترین نبردهای هوایی شمال آفریقا میان هواپیماهای متحدین و هواپیماهای متفقین بود که از مصر پرواز می‌کردند. ناوگان مدیترانه بریتانیا نیز سعی می‌کرد تا با فرستادن کشتی‌های خود به بندر از فشار محاصره کاسته و ضمن رساندن نیرو و تجهیزات، اسرا و زخمی‌ها را تخلیه کند.
محاصره طبرق در روز ۲۷ نوامبر ۱۹۴۱ و طی عملیات کروسیدر به دست سپاه هشتم بریتانیا شکسته شد.